# دیو لجینو
دِیو لجینو (انگلیسی: Dave Legeno؛ ۱۲ اکتبر ۱۹۶۳ – ca. ۶ ژوئیهٔ ۲۰۱۴) هنرپیشه و ورزشکار هنرهای رزمی ترکیبی اهل کشور بریتانیا بود.

## زندگی شخصی
وی با دخترش «وندی» در لندن زندگی می‌کرد.

## قسمتی از فیلمشناسی
- هری پاتر و یادگاران مرگ - قسمت اول
- هری پاتر و شاهزاده دورگه
- هری پاتر و یادگاران مرگ - قسمت دوم
- کلاغ سیاه
- قاپ‌زنی
- سنچوریون
- آرزوهای بزرگ
- آخرین شوالیه